# Gustavo Guimarães
Gustavo Guimarães (São Paulo, 24 de enero de 1994) es un deportista brasileño.

## Trayectoria
Guimarães compite en waterpolo. Ganó dos medallas de plata y dos de bronce en los Juegos Panamericanos de las ediciones 2011, 2015, 2019 y 2023. También participó con la selección brasileña en los Juegos Olímpicos de Río de Janeiro 2016 donde llegó hasta cuartos de final.
Durante su trayectoria como deportista ha competido en ligas de Italia, Brasil, Rumania y España. En esta última forma parte de la primera plantilla del Centre Natació Mataró que compite en la División de Honor de waterpolo.

## Palmarés internacional
| Juegos Panamericanos | Juegos Panamericanos | Juegos Panamericanos | Juegos Panamericanos |
| Año                  | Lugar                | Medalla              | Categoría            |
| -------------------- | -------------------- | -------------------- | -------------------- |
| 2011                 | Guadalajara, México  | Medalla de bronce    | Equipo               |
| 2015                 | Toronto, Canadá      | Medalla de plata     | Equipo               |
| 2019                 | Lima, Perú           | Medalla de bronce    | Equipo               |
| 2023                 | Santiago, Chile      | Medalla de plata     | Equipo               |